# Girobicúpula triangular allargada
En geometria, la girobicúpula triangular allargada es pot construir allargant una girobicúpula triangular inserint un prisma hexagonal entre les dues meitats. És un dels noranta-dos sòlids de Johnson (J35). Té simetria D3d.
Els 92 sòlids de Johnson van ser descrits 1966 per Norman Johnson i els va numerar. No va demostrar que no n'existia més que 92, però va conjecturar que no n'hi havia d'altres. Victor Zalgaller el 1969 va demostrar que la llista de Johnson era completa. S'utilitzen els noms i l'ordre donats per Johnson, i se'ls nota Jxx on xx és el nombre donat per Johnson.

## Desenvolupament pla

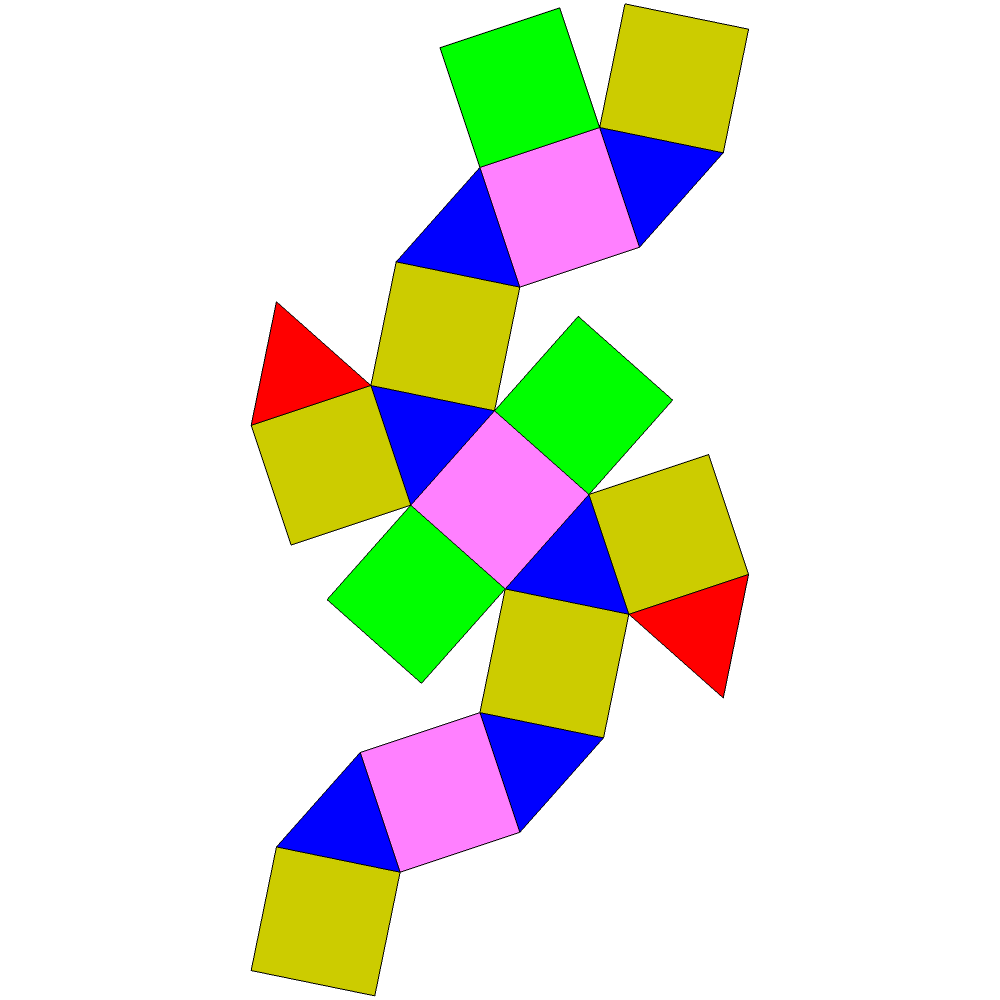
Desenvolupament pla de la girobicúpula triangular allargada

## Volum
El volum d'una girobicúpula triangular allargada que tingui una longitud d'aresta a és:
{\displaystyle V=({\frac {5{\sqrt {2}}}{3}}+{\frac {3{\sqrt {3}}}{2}})a^{3}}